# Mindouli (district)
Pour les articles homonymes, voir Mindouli.
Mindouli District (s'écrit aussi Minduli) est un district de la République du Congo dans le département du Pool chef lieu Mindouli.